# Michael Rostovtzeff
Pour l’article homonyme, voir Rostovtsev.
Michael Rostovtzeff (en russe : Михаи́л Ива́нович Росто́вцев, Mikhaïl Ivanovitch Rostovtsev) est un historien russe de l'Antiquité, né le 10 novembre 1870 à Jytomyr et mort le 20 octobre 1952 à New Haven au Connecticut. Son œuvre porte essentiellement sur l'histoire économique et sociale des mondes romain, iranien et hellénistique, dont il reste un des historiens les plus reconnus. Fortement marqué par la révolution russe de 1917, qui le poussa à l'exil, il consacra une grande partie de sa carrière à analyser l'économie de l'Antiquité classique, qu'il concevait, pour ses périodes les plus prospères, à l'image du capitalisme.

## Biographie
Rostovtzeff naquit à Jytomyr (Empire russe) le 29 octobre 1870 (10 novembre dans le calendrier grégorien) d'un père enseignant le latin et dans une famille bourgeoise et cultivée. Il débuta ses études d'histoire et de philologie à l'université impériale Saint-Vladimir de Kiev. Il poursuivit sa formation à l'université de Saint-Pétersbourg où il se forma à l'archéologie au contact de ses maîtres. Il parcourut une partie de l'Europe occidentale, de l'Empire ottoman et de l'Afrique du Nord pour rencontrer des chercheurs (en particulier ceux de l'Institut archéologique allemand de Rome), participer à des séminaires, visiter des bibliothèques et de nombreux sites archéologiques, dont Pompéi. En 1898, il obtint un poste d'enseignant dans la capitale russe comme professeur de latin à l'université, qu'il occupa pendant vingt ans. 
À la suite de la révolution russe, il s'exila d'abord en Suède, puis trouva un poste à l'université d'Oxford entre 1918 et 1920. Déçu par ses collègues anglais, il partit s'installer aux États-Unis. Après avoir enseigné cinq ans à l'université du Wisconsin, il obtint en 1925 une chaire à Yale où il enseigna jusqu'à sa retraite, en 1944. 
Durant son séjour en Russie, il accumula des recherches sur les premiers habitants de régions comme l'Ukraine : en 1922 et 1925, il publia respectivement Iranians and Greeks in South Russia et Skythien und der Bosporus (en allemand). 
En 1932, il publia un essai remarqué, Caravan Cities (Clarendon Press) dans lequel il analyse l'ensemble des structures urbaines tels que le caravansérail mais aussi des villes plus complexes comme Pétra, construites le long de grands axes routiers commerçants antiques et formant réseaux. Il surveilla des sites de fouille comme celui de Doura Europos (Syrie) durant ses premières années à Yale et en publia le compte-rendu dans Dura-Europos and Its Art en 1938. 
Il mourut à New Haven (Connecticut) le 20 octobre 1952.

## Engagement politique
Rostovtzeff fut un libéral membre du Parti constitutionnel démocratique russe, créé en 1905. Farouche opposant aux bolchéviques, il s'exila en 1918. Quand il arriva à Oxford en 1919, la plupart des professeurs étaient fascinés par la révolution russe, la raison principale de son départ pour le Wisconsin. 
Son œuvre est fortement marquée par son engagement politique libéral. Selon lui, la destruction de la bourgeoisie urbaine par l'armée des paysans est une des manifestations du déclin de l'Empire romain.

## Essais traduits en français
- Histoire économique et sociale de l'Empire romain (Social and Economic History of the Roman Empire, abrégé usuellement SEHRE, Oxford University Press, 1926-1957, révisée par P. M. Fraser), traduction française et édition établie par Jean Andreau, Paris, Bouquins-Robert Laffont, 1988  (ISBN 9782221045879).
- Histoire économique et sociale du monde hellénistique (Social and Economic History of the Hellenistic World, abrégé SEHHW, Oxford, Clarendon Press, 1941, révisée 1951), traduction française et édition établie par Jean Andreau, Paris, Bouquins-Robert Laffont, 1989  (ISBN 9782221050156).